# Un giorno il mio principe verrà
Un giorno il mio principe verrà è il terzo album studio del gruppo italiano Casa, pubblicato nel 2009.

## Il disco
È il primo album registrato con la sezione ritmica di Filippo Gianello al basso e Ivo Tescaro alla batteria, subentrati nel 2008 ad Alessandro Milan e Federico Pellizzari. Sono stati realizzati i videoclip delle canzoni Ho conosciuto le tue ossa di femmina, P2 e Kriya Yoga. Iniziati nel 2009 alla tecnica Kriyā Yoga direttamente dal maestro Roy Eugene Davis durante un ritiro spirituale presso il Santuario della Madonna della Pace ad Albisola Superiore, Spinelli e Bordignon scrivono il brano Kriyā Yoga con la collaborazione del leader degli Ulan Bator Amaury Cambuzat alla voce ed elettronica e Gigi Funcis degli Eterea Post Bong Band all'elettronica.

## Tracce
1. Nick Drake – 3:04
2. Padre Nostro/Motoraduno – 3:20
3. San Goffredo – 3:13
4. Ho conosciuto le tue ossa di femmina – 2:27
5. Una razza inferiore – 3:04
6. Kriya Yoga – 4:05
7. Climaterio – 4:26
8. Non hai esterno – 6:02
9. Presso un guaritore di campagna – 3:03
10. P2 – 4:35

## Formazione
- Filippo Bordignon - voce e pianoforte in Nick Drake
- Filippo “Fefè” Gianello - basso
- Ivo Tescaro - batteria
- Francesco Spinelli - chitarra

### Ospiti
- Ian Lawrence Mistrorigo - pianoforte in Padre Nostro/Motoraduno
- Anna Geiselbrechtinger - voce recitata in Ho conosciuto le tue ossa di femmina
- Amaury Cambuzat - voce recitata ed elettronica in Kriya Yoga
- Gigi Funcis - elettronica in Kriya Yoga
- Livio Pacella - voce recitata in Non hai esterno
- Enrico Antonello - flicorno in Non hai esterno